# Помічник головного констебля
Помічник головного констебля (англ. Assistant chief constable, ACC) — це ранг, який є третім найвищим званням серед усіх територіальних поліцейських формувань Великої Британії (крім Столичної поліції Лондона та Поліція Лондонського Сіті, в яких еквівалентним званням є командер, носії цього рангу носять ті ж знаки розрізнення, що і помічники головного констебля). Також це звання присутнє в Британській транспортній поліції, поліції Міністерства оборони, цивільному ядерному констебльстві.
Кожна служба має від одного до шести помічників головного констебля. Вони є найнижчими офіцерами на рівні головних офіцерів, нижче головного констебля та заступника головного констебля.

## Знаки розрізнення

Знаки розрізнення помічника головного констебля

Знаками розрізнення помічника головного констеблю, є схрещені жезли у лавровому вінку. Ці знаки розрізнення схожі на попередні знаки розрізнення британського військового бригадира (у 1921 році бригадири отримали інші знаки розрізнення які наблизили їх до полковників та віддалили від генералів). Слід зауважити, що протягом 60 років (1886—1946) такі знаки розрізнення використовували головні констеблі.
Подібні знаки розрізнення використовують командери в Поліція Лондонського Сіті (знаки розрізнення золотисті), а також у Столичній поліції Лондона.
Знаки розрізнення поліції Північної Ірландії (з 2001 року), мають деякі відмінності у вигляді. На погонах де присутня корона Едуарда, її замінено шестипроменеву ірландську поліцейську зірку. Знаки розрізнення помічника головного констебля ідентичні до відповідних в інших підрозділах Великої Британії.

## Канада
У Канаді окрім федеральної канадської королівської кінної поліції існують також місцеві провінційні підрозділи поліції. Ці підрозділи можуть очолюватися комісаром, головним констеблем, головним шерифом чи директором. Провінційні поліцейські підрозділи (констебльства) які очолювані головними констеблями, мають серед поліцейських рангів, звання заступника головного констебля, але звання помічника головного констебля відсутнє.

## Острів Мен
У констебльстві острову Мен ранги поліції майже збігаються з іншими констебльствами Великої Британії, але відсутні ранги головного суперінтенданта та помічника головного констебля.